# Джонс, Арианна
Арианна Джонс (англ. Arianne Jones, 21 сентября 1990, Калгари, Альберта) — канадская саночница, выступающая за сборную с 2010 года. Бронзовая призёрша молодёжного национального первенства, вице-чемпионка Канады, участница зимних Олимпийских игр в Сочи.

## Биография
Арианна Джонс родилась 21 сентября 1990 года в городе Калгари, провинция Альберта. Активно заниматься санным спортом начала в возрасте пятнадцати лет, в 2000 году после третьего места на молодёжном первенстве Канады прошла отбор в национальную сборную и стала принимать участие в различных международных соревнованиях. В сезоне 2010/11 дебютировала на взрослом Кубке мира, заняв в общем зачёте пятнадцатое место, кроме того, впервые поучаствовала в заездах взрослого чемпионата мира, показав на трассе итальянской Чезаны тринадцатый результат. На мировом первенстве 2012 года в немецком Альтенберге пришла к финишу десятой, а после завершения всех кубковых этапов поднялась в мировом рейтинге сильнейших саночниц до одиннадцатой строки.
В 2014 году побывала на Олимпийских играх в Сочи, где финишировала тринадцатой в одиночной женской программе.
Ныне Джонс живёт и тренируется в родном Калгари, в свободное от санного спорта время любит кататься на велосипеде и лыжах, также занимается танцами.